# Augusta Treverorum

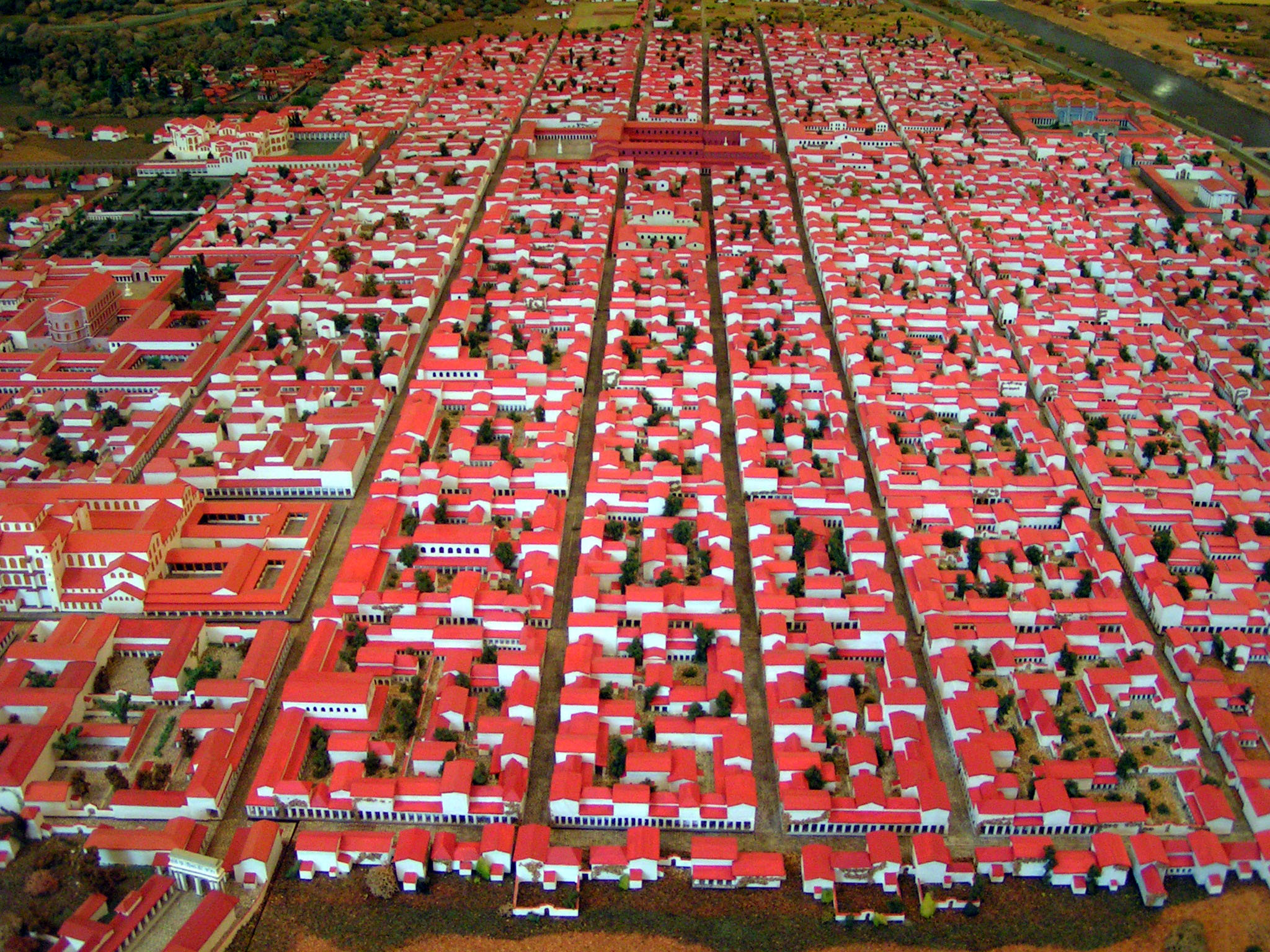
Model van Augusta Treverorum in de 4e eeuw n.Chr.

Augusta Treverorum (Augusteïsche stad van de Treveri) was in het Romeinse Rijk een belangrijke stad in Gallia Belgica, gelegen aan rivier de Moezel en is nu de in Duitsland gelegen stad Trier. Gesticht tussen circa 18 v. Chr. en 14 n. Chr. groeide het uit tot grootste stad van de Civitas Treverorum, vanaf 297 n.Chr. ook van de provincie Belgica Prima en binnen de katholieke kerk tot het diocees Gallia.

## De stichting van een nieuwe stad
Julius Caesar beschrijft de stam van Treveri (volgens Tacitus een Belgische stam van Germaanse origine), maar zwijgt over hun steden in hun leefgebied (van het huidige Belgisch Luxemburg tot de Duitse Eifel).
Waar nu Trier ligt, was tot haar stichting waarschijnlijk geen enkele nederzetting. Op last van Augustus wees Marcus Vipsanius Agrippa, Legatus Augusti pro praetore van Gallië in 39-38 v. Chr., een plaats aan waar het administratieve centrum moest komen voor de Treveri (die immers geen steden hadden). Het gebied dat hij aanwees lag vlak bij een castrum, tussen de Petrisberg en de rivier de Moezel; hij noemde het Augusta Treverorum (Augustus’ stad van de Treveri).
Bij de bouw van de nieuwe stad werd gezocht naar een mix tussen Romeinse publieke en private gebouwen, welke van Gallo-Romeinse decoraties werden voorzien. Lokale edellieden bewoonden de stad, met gewoon volk, ambachtslui en enkele Romeinse handelaars (zuidelijk van het centrum). In de centrale wijken is nu nog te zien hoe Trier eruitzag ten tijde van Augustus.
De stad was, meer dan het omliggende gebied, een plaats van rust. Toen de Treveri Romeinen doodden in 21 v.Chr., gebeurde dit dan ook niet in Trier. Zeven jaar eerder was Trier al voor Romeinen een toevluchtsoord. Vipsania Agrippina maior vluchtte met haar zoon Caligula (de latere keizer) naar Augusta Treverorum, toen muiterij heerste onder de legioenen van haar man Germanicus.

## Colonia Augusta Treverorum
Keizer Claudius verhief Augusta Treverorum tot colonia, hierbij het toegenomen belang van de stad onderstrepend. De civitas Treverorum bleef bestaan naast de Colonia Augusta Treverorum. Hierdoor was het bestuur van Trier niet hetzelfde als dat van de stammen. Gek genoeg waren er maar heel weinig Romeinse burgers in Trier (ondanks de status van colonia), ook geen veterani of gewone burgers, op enkele kooplui na (i.t.t. Keulen). Een colonia zonder Romeinse burgers was uitzonderlijk. Augusta Trevorum was ofwel een colonia titularia (enkel in naam), ofwel een colonia Latinae (met Latijnse rechten) waar Romeins burgerschap een beloning was voor magistraten etc.
Augusta Treverorum groeide en haar welvaart (en die van de Treveri) nam hierdoor toe, zoals graven en grafgiften demonstreren, omdat Augusta Treverorum een centrum was in handel tussen Italië en het Rijnland. Dat er handel was, kwam onder meer door de aanwezigheid van Romeinse troepen, de lokale elite en de toegenomen welvaart in het gebied. Er was vraag naar alles, wat werd aangevoerd over wegen, of door lokale werklieden en boeren werd geproduceerd. Claudius liet een brug over de Moezel bouwen, wat welvaart aantoonde en bevorderde.
De stad breidde in de eerste eeuw flink uit. Er verrezen insulae (woonblokken) ten noorden van het centrum, hoe dichter bij het centrum, hoe dichter op elkaar en hoe kleiner qua oppervlakte. Ten zuiden van het centrum kwamen ook huizen, maar daar bevond zich vooral keramiekproductie, de voornaamste reden van welvaart. Verder werden zilver, goud en andere metalen gedolven in de buurt. Binnen honderd jaar na Caesar golden Augusta Treverorum en de Treveri als de rijksten van Belgica. Trier had al houten bestrating en kende enkele stenen huizen, sommigen met mozaïeken.

## Na Claudius
In het Vierkeizerjaar 69 kozen de Treveri, na Galba en Vitellius te hebben gesteund, voor een alliantie met de Lingones en de Batavi om zo tot autonomie te komen. In Nederland herinnert men deze revolte als de Bataafse Opstand (69-70).
Nadat Cerealis de opstand had neergeslagen, bleef Augusta Treverorum gespaard van plunderingen. Tacitus zwijgt over strafmaatregelen of andere gevolgen van de opstand, hoewel er rond 69 wel een brand heeft gewoed in de stad. Zowel Tacitus als archeologen zwijgen over verdedigingswerken; waarschijnlijk waren ze er niet.
Het Augusta Treverorum van het jaar 100 was een tamelijk grote, maar niet dichtbevolkte stad. In vergelijking met het Claudiaanse Augusta Treverorum waren er in alle windrichtingen twee blokken insulae toegevoegd. Het stratenpatroon van het zuiden was iets minder recht dan het noorden. Het forum dateert van de 2e helft van de 1e eeuw. Verder bevonden zich in de stad enkele gedenktekens voor lokale helden, keizers etc.
Het amfitheater (tegelijk oostelijke stadspoort want de weg liep onder de tribunes door en dwars door de arena!) stamt uit de eerste eeuw, hoewel rond het jaar 100 de houten banken werden vervangen door stenen, en bood plaats aan zo’n 20.000 toeschouwers. Dit toont duidelijk aan hoe belangrijk de stad was geworden, en middels het theater (nummer 10 qua grootte van de ons bekende amfitheaters) wedijverde Augusta Treverorum openlijk met nabijgelegen steden als Xanten en Keulen. In villae rondom Trier zijn zeer veel mozaïeken met gladiatorengevechten en de naam van de stad gevonden, wat aantoont dat velen erheen gingen.
Keizer Hadrianus wilde Augusta Treverorum verrijken met nieuwe gebouwen. Hij liet de brug van Claudius afbreken en 2 meter ernaast een nieuwe, stevigere brug aanleggen.
Archeologische opgravingen duiden op een verrijking van Augusta Treverorum. Vele handelaren doen zaken met Italia, Gallia en Britannia, vestigen zich daar, terwijl hun collega’s uit die streken naar Augusta Treverorum komen. Gezien de rijkversierde en rijk afgebeelde doden op begrafenisstèles neemt de welvaart spectaculair toe. Glaswerk en keramiek uit Augusta Treverorum staan in hoog aanzien in het hele Imperium.

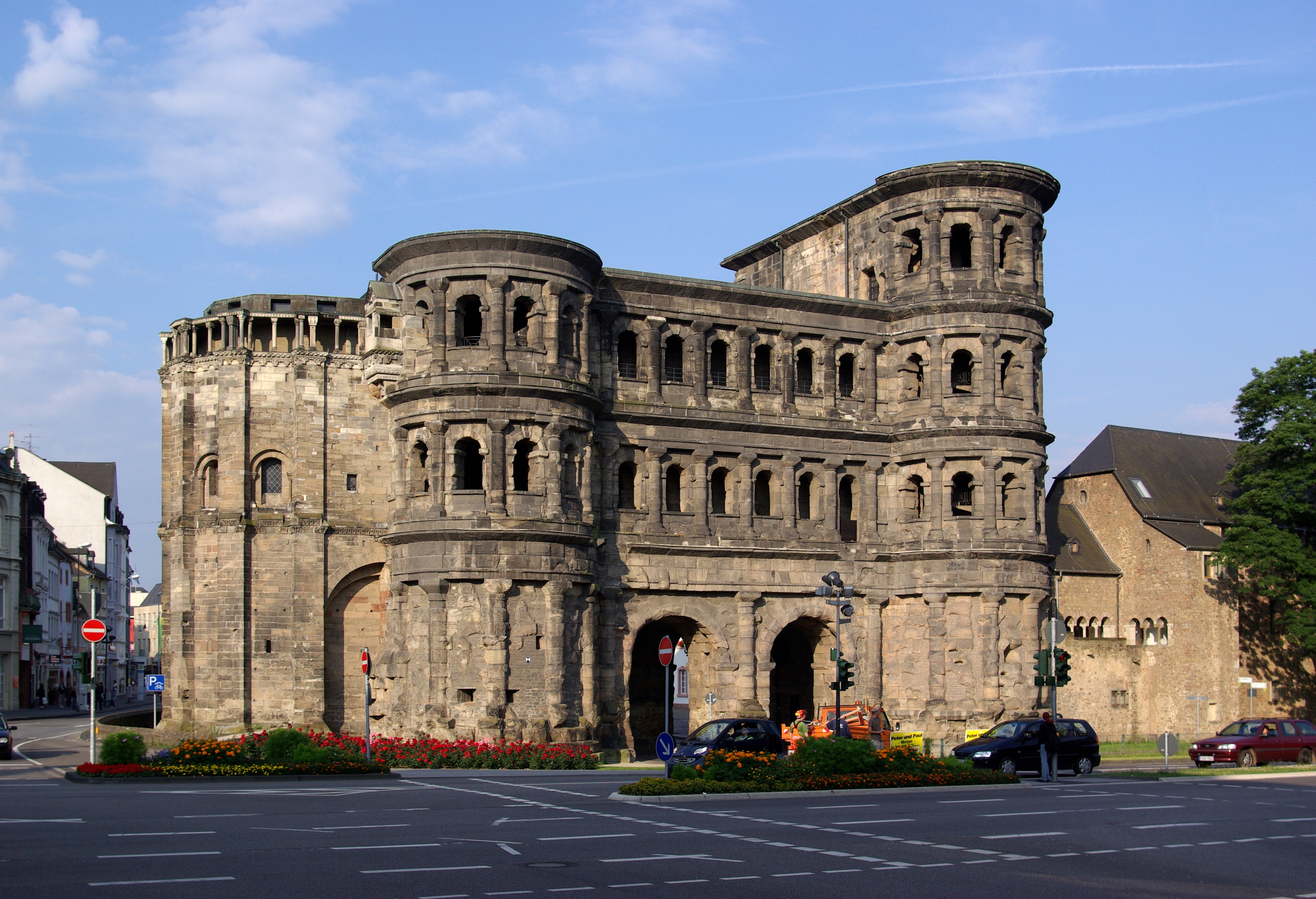
De Porta Nigra.

Rond 180 (280 volgens anderen) wordt, ook een bewijs van rijkdom, de Porta Nigra (nog altijd een zwarte poort) gebouwd als noordelijke poort, defensief én decoratief, en houdt in de 3e eeuw (of haar voorganger) meerdere malen Germaanse invallers buiten. Haar naam stamt uit de middeleeuwen, wanneer de poort, door milieuvervuiling, zwart is geworden. Ze werd gebouwd met stenen uit steengroeven uit de buurt, maar werd snel en onaf neergezet. Dat zou overeenstemmen met de onrustige 3e eeuw.

## Turbulente 3e eeuw
In de burgeroorlog van 193-197 (het vijfkeizerjaar) belegerden troepen van Clodius Albinus de stad, die de kant van diens rivaal Septimius Severus had gekozen. Augusta Treverorum hield stand en werd uiteindelijk door een uit Mogontiacum (het huidige Mainz) opgetrokken leger ontzet. Een in Mogontiacum bewaard gebleven inscriptie herinnert hieraan. Zowel de ontdekking van een grote muntschat uit het jaar 196/97 als het feit dat het werk aan de Porta Nigra schijnbaar nog niet volledig was voltooid, wordt met deze belegering in verband gebracht. We kunnen veronderstellen dat de uiteindelijk zegevierende Septimus Severus de stad, zoals in dergelijke gevallen gebruikelijk, beloonde voor haar loyaliteit.
In de turbulente 3e eeuw (begonnen met invallen van de Alanni, onder andere in de civitas Treverorum) blijft Augusta Treverorum welvarend, maar haar omgeving (villae met name) wordt steeds meer door Germanen geplunderd.
Van de Germaanse invallen ten tijde van de zogenaamde crisis van de 3e eeuw (235-275), die tot opgave van de Obergermanische-Raetische Limes zouden leiden, bleef Augusta Treverorum op grond van zijn ligging in het achterland lange tijd gespaard. De residentie van het in 260 ontstane Gallische keizerrijk was aanvankelijk Colonia Claudia Ara Agrippinensium (het huidige Keulen). In de laatste jaren van dit keizerrijk onder Tetricus I werd Augusta Treverorum van 271-274 echter de nieuwe residentie, dit omdat zij veiliger was dan Keulen.
De stad leek zijn nieuwe rol als keizerlijke residentie en het administratieve centrum goed opgepakt te hebben; het besluit van Tetricus I was een vooruitblik op de nabije toekomst; vele keizers zouden zijn voorbeeld nog volgen. Kort na de dood van de keizer Aurelius in het jaar 275 werd de stad door Franken en Alemannen geplunderd en gedeeltelijk verwoest.
Dankzij keizer Diocletianus werd Augusta Treverorum de hoofdstad van Belgica Prima en van het noordelijke Gallische diocees. Ook liet hij nieuwe stadsmuren aanleggen en de stad herbouwen, nu met keizerlijke allure, waaronder onder ander de renbaan en de huidige stadsmuren.

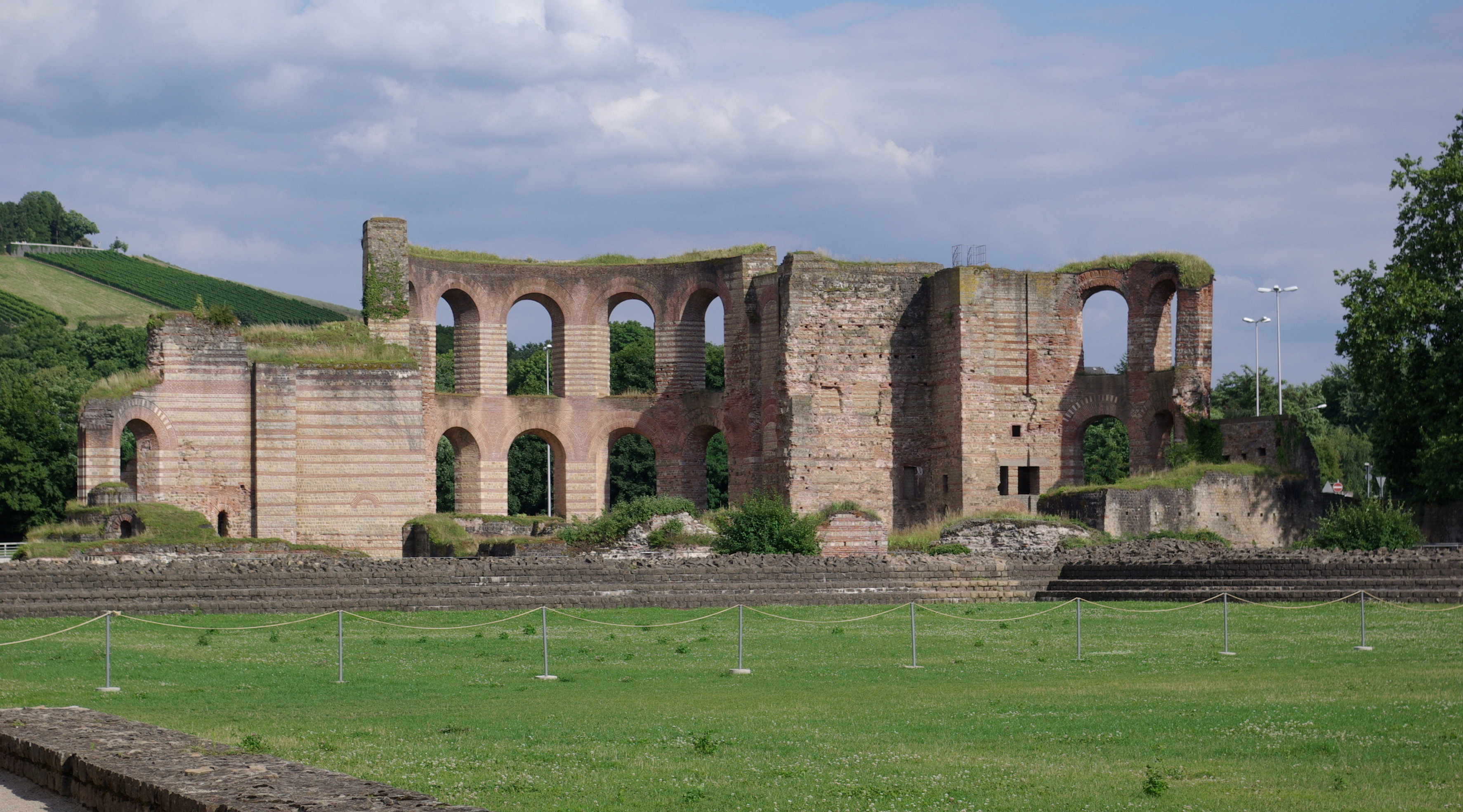
De Keizertermen.

Keizer Maximianus maakte Augusta Treverorum tot zijn derde residentie (naast Mediolanum en Aquileia). Hij begon de bouw van de Keizerthermen; deze zijn 150 jaar jonger dan de Barbarathermen in het westen en gelden als de grootste in het Imperium (de 19 meter hoge muren van het caldarium staan nog overeind). Constantinus liet o.a. dit deel voltooien maar pas rond 370 was het hele complex af; een hoogtepunt in laat-Romeinse architectuur en interieur. In de woelige 5e eeuw kreeg het de functie van militaire kazerne.
In 293 werden de munten van keizer Constantius Chlorus in Augusta Treverorum geslagen, en werd de stad hét centrum van West-Europa.

## De gouden 4e eeuw

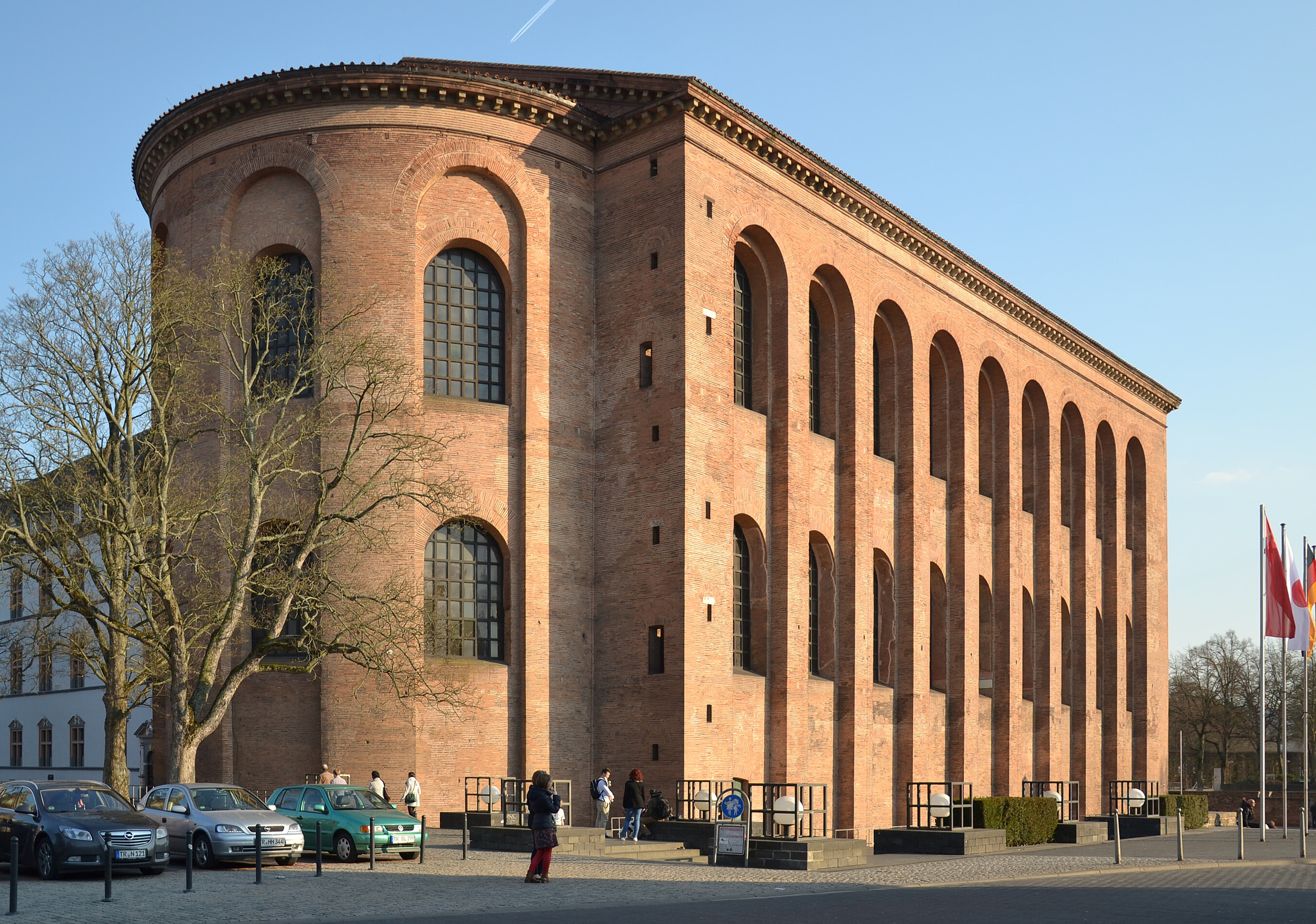
Basilica van Constantinus I.

Tussen 293 en 401 was Augusta Treverorum een van de belangrijkste plaatsen in het West-Romeinse Rijk. Door de hervormingen van Diocletianus werd de zetel van de praefectus praetorio Galliarum en daarmee administratieve zetel van het Diocesis Galliarum alsook van de nu wezenlijk kleiner geworden provincie Belgica prima. Tijdens de tetrarchie koos in 293 in eerste instantie de Caesar Constantius I Chlorus Augusta Treverorum tot zijn residentie, later werd de stad door zijn zoon Constantijn de Grote, die tussen 306-324 meerdere jaren in de stad verbleef, op representatieve wijze uitgebreid.
Van Trier uit bestuurden de Gallische pretoriaanse prefecten van toen af aan de Romeinse gebieden in het huidige West-Europa en een deel van Noord-Afrika. Keizer Constantinus I roemde in 310 de stad om zijn groei en doorzettingsvermogen en liet zijn zoons er opgroeien. Hij noemde de stad het ‘Rome van het Noorden’. In deze tijd viel ook het begin van de bouw van de keizerlijke termen en de Aula Palatina (basilica), de bakstenen keizerlijke residentie met een marmeren uiterlijk in Augusta Treverorum. Net als voor de Keizerthermen moesten er enkele insulae gesloopt om ruimte te maken voor de bouw van de dikke muren (2,30 - 3,40m) en de enorme hal (30 x 27 x 67 meter). De binnenkant is rijk versierd met mozaïeken en pleisterwerk. Het gebouw straalt nog altijd grandeur en souplesse uit.
Aan de oevers van de Moezel in de buurt van de Sint Irmin werd daarnaast ook een groot dubbelpakhuis (horreum) ontdekt dat in dezelfde periode was gebouwd. De uitbouw van de stad en de toename van de bevolking leidde ook tot een toename van het aantal en de uitbreiding van bestaande villae op het platteland rondom Augusta Treverorum.
Constantijns zoon Constantijn II resideerde hier van 328 tot zijn dood in 340, de usurpator Decentius van 351 tot 353. Daarna was 'Treveris' dan van 367 tot 388 de residentie van de Romeinse keizers (Valentinianus I, Gratianus en Magnus Maximus). Keizer Valentinianus verplaatste de hoofdzetel van het Rijk in 367 van Samarobriva (het huidige Amiens) naar Augusta Treverorum, vooral vanwege de spirituele en economische importantie. Zijn opvolger, Gratianus, hield zijn hof ook daar. De welvaart van de stad steeg hierdoor tot grote hoogte. In Augusta Treverorum werden nu weer alle munten voor het Westen geslagen. De stad was nu een van de grootste boven de Alpen, en zeker een van de belangrijkste, met haar paleizen, thermen, industrie, mijnen en geld.
Als laatste resideerde hier rond 390 de jonge Valentinianus II. Ook in de literatuur van deze tijd zijn sporen van deze bloeitijd terug te vinden. De keizerlijke tutoren Lactantius (rond 317) en Ausonius (367-388) werkten in de stad. Deze laatste richtte in zijn Mosella een literair monument voor het landschap op. De Mosella beschrijft een reis door het Moezeldal van Bingen naar Augusta Treverorum. Onder Ausonius bereikte de school van Trier haar grootste belang. Deze school behoorde tot de belangrijkste scholen in het West-Romeinse Rijk. Zij werd alleen overtroffen door de school in Burdigala (Bordeaux). Hoewel er hier enige schriftelijke bronnen over voorleggen, bestaat er geen nauwkeurig beeld over deze school. De belangrijkste zoon van de stad in de late oudheid was Ambrosius van Milaan.
De meeste inwoners waren christenen (volgens grafstenen), niet enkel uit de civitas Treverorum: er waren Franken, Belgae, Syriërs en Germanen onder hen, en natuurlijk veel Italici.
Opmerkelijk is een opmerking van de heilige Hiëronymus (347-420). Hij schreef eind vierde eeuw dat de Galatiërs in Ancyra (Ankara) en de Treveri in Augustus Trevorum dezelfde Gallische taal spraken (Comentarii in Epistolam ad Galatos, 2.3, opgesteld ca. 387). Blijkbaar werd er meer dan vierhonderd jaar na de Romeinse verovering in (de omgeving van) Augusta Treverorum door sommigen dus nog steeds Gallisch gesproken.

## Het einde van Augusta Treverorum

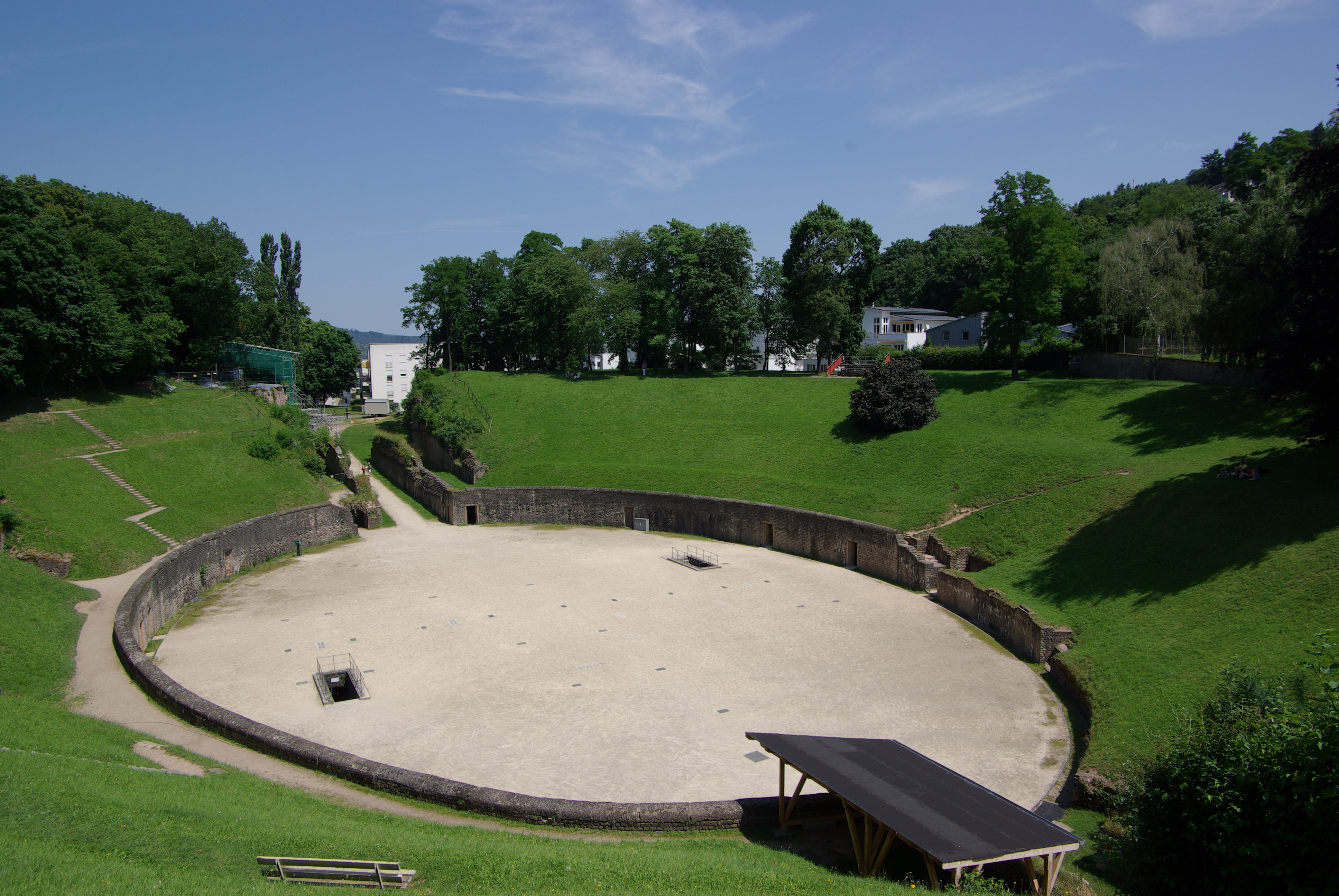
Het amfitheater van Augusta Treverorum.

Augusta Treverorum bleef de machtsbasis voor de keizers totdat Stilicho in 395 Arelate (Arles) tot hoofdstad verhief. Bij de Germaanse invallen in 406-407 bleef Augusta Treverorum niet gespaard, volgens kroniekschrijver Fredegar verdedigden de burgers zich heldhaftig maar tevergeefs in het amfitheater. Na een tweede plundering door de Franken in 411 herstelde de stad zich enigszins en gaf opnieuw munten uit. Flavius Aetius wist midden 5e eeuw de Rijngrens te herstellen, en voor het laatst is er sprake van Augusta Treverorum. Na de plundering door de Hunnen in 451 kwam er een einde aan Augusta Treverorum. In 475 ging Treveris (waarvan later Trier (Duits), Trèves (Frans) en Tréier (Luxemburgs) zijn afgeleid) op in het Frankische Rijk.